# Pandemis acumipenita
Pandemis acumipenita är en fjärilsart som beskrevs av Liu och Bai 1983. Pandemis acumipenita ingår i släktet Pandemis, och familjen vecklare. Inga underarter finns listade i Catalogue of Life.